# Hoffman Estates
Hoffman Estates är en ort (village) i Cook County i delstaten Illinois, USA. Enligt United States Census Bureau har orten en folkmängd på 52 124 invånare (2011) och en landarea på 53,9 km².